# Koritnikov graben
Koritnikov graben je manjši potok, ki se južno od Hrastnika kot desni pritok izliva v reko Savo. Ime potoka je povezano z zaselkom Koritnik, skozi katerega teče.